# Бартон (округ, Канзас)
Ба́ртон (англ. Barton County) — округ в штате Канзас, США. Официально образован 26 февраля 1867 года. По состоянию на 2010 год, численность населения составляла 27 674 человека.

## География
По данным Бюро переписи США, общая площадь округа равняется 2 333,592 км2, из которых 2 318,052 км2 суша и 13,468 км2 или 0,600 % это водоёмы.

## Население
По данным переписи населения 2000 года в округе проживает 28 205 жителей в составе 11 393 домашних хозяйств и 7 530 семей. Плотность населения составляет 12,00 человек на км2. На территории округа насчитывается 12 888 жилых строений, при плотности застройки около 6,00-ти строений на км2. Расовый состав населения: белые — 92,98 %, афроамериканцы — 1,15 %, коренные американцы (индейцы) — 0,51 %, азиаты — 0,23 %, гавайцы — 0,01 %, представители других рас — 3,51 %, представители двух или более рас — 1,60 %. Испаноязычные составляли 8,31 % населения независимо от расы.
В составе 31,30 % из общего числа домашних хозяйств проживают дети в возрасте до 18 лет, 55,10 % домашних хозяйств представляют собой супружеские пары проживающие вместе, 7,80 % домашних хозяйств представляют собой одиноких женщин без супруга, 33,90 % домашних хозяйств не имеют отношения к семьям, 30,20 % домашних хозяйств состоят из одного человека, 14,30 % домашних хозяйств состоят из престарелых (65 лет и старше), проживающих в одиночестве. Средний размер домашнего хозяйства составляет 2,41 человека, и средний размер семьи 3,01 человека.
Возрастной состав округа: 26,00 % моложе 18 лет, 9,00 % от 18 до 24, 25,10 % от 25 до 44, 22,00 % от 45 до 64 и 22,00 % от 65 и старше. Средний возраст жителя округа 39 лет. На каждые 100 женщин приходится 93,80 мужчин. На каждые 100 женщин старше 18 лет приходится 90,10 мужчин.
Средний доход на домохозяйство в округе составлял 32 176 USD, на семью — 39 929 USD. Среднестатистический заработок мужчины был 28 803 USD против 20 428 USD для женщины. Доход на душу населения составлял 16 695 USD. Около 9,90 % семей и 12,90 % общего населения находились ниже черты бедности, в том числе — 17,00 % молодёжи (тех, кому ещё не исполнилось 18 лет) и 10,90 % тех, кому было уже больше 65 лет.